# Fiestas Diddy

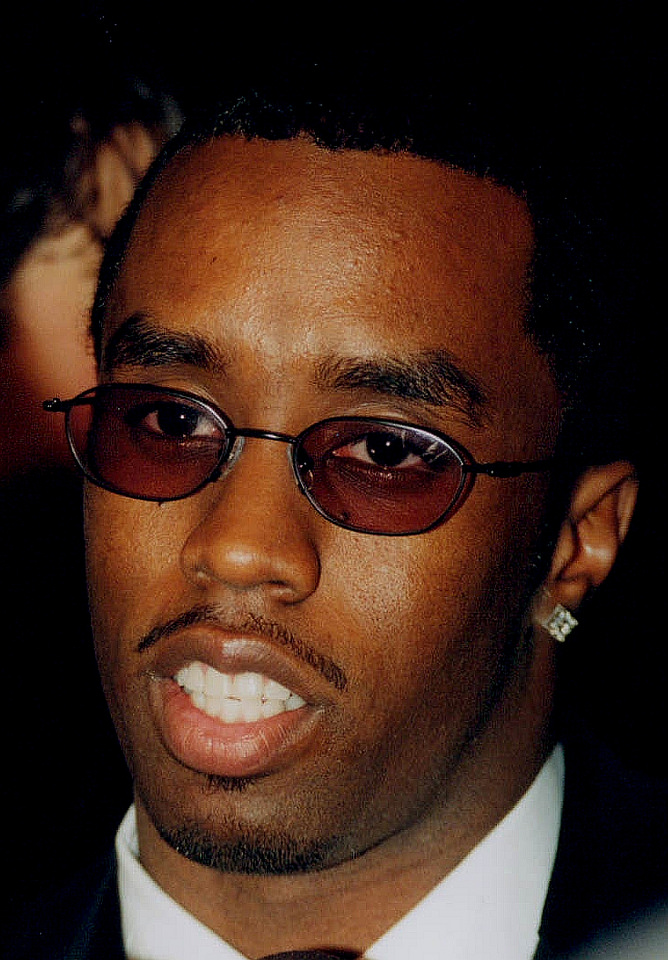
Sean Combs en 2000.

Las fiestas Diddy, también conocidas como freak-offs, son un nombre colectivo para las fiestas organizadas desde la década de 1990 hasta la década de 2020 por el rapero, productor y empresario Sean Combs, conocido artísticamente como Diddy, y anteriormente Puff Daddy y P. Diddy.
La serie inicial, conocida como White Parties, fue una serie de fiestas organizadas por Combs entre 1998 y 2009. Las fiestas solían celebrarse en su casa ubicada en East Hampton, Nueva York. La edición de 2006 se celebró en Saint-Tropez, al sur de Francia, mientras que la última, tuvo lugar en Beverly Hills, California. Estas fiestas solían comenzar durante el día y durar hasta la madrugada del día siguiente. También solían estar patrocinadas por marcas destacadas que regalaban productos y a ellas asistían numerosas celebridades, como Justin Bieber, Jennifer Lopez, Mariah Carey y Paris Hilton. Beyoncé y Jay-Z incluso lanzaron nueva música en estas fiestas.
Según The New York Times, la elección del color blanco como parte de un código de vestimenta estrictamente impuesto por Combs pretendía despojar a las personas de su imagen y equipararlas, creando «una cierta simplicidad prístina». Combs también declaró en una ocasión que las fiestas eran un método para romper barreras generacionales y raciales, y la BBC las describió como un punto de encuentro entre «la élite adinerada de East Hampton y las estrellas emergentes del hip hop».
Tras la acusación de Combs en 2024 por cargos de tráfico sexual, algunos asistentes a las fiestas, incluido el columnista R. Couri Hay, repasaron sus experiencias en las fiestas (también llamadas freak-offs) a la luz de las acusaciones de conducta sexual inapropiada contra el rapero.

## Fiestas notables
La primera White Party se celebró en Labor Day de 1998 en la casa de Combs en Hedges Banks Drive, East Hampton. Paris Hilton describió la fiesta inaugural como icónica y dijo que «todos estaban allí», comparando a Combs con Jay Gatsby. La fiesta tuvo un estricto código de vestimenta: ropa blanca, con 1 000 invitados en la lista. Martha Stewart comentó que tener a todos los invitados vestidos de blanco era un «escenario deslumbrante» y que Combs «lucía muy guapo de blanco». Monique P. Yazigi escribió en un artículo en The New York Times que 1998 sería recordado como el «Verano de Puff Daddy en los Hamptons».
En 2004, la fiesta se celebró en 'PlayStation 2 Estate' en Bridgehampton, Nueva York, el 4 de julio en apoyo a Citizen Change, una organización que Combs fundó para aumentar la participación de las minorías en las elecciones presidenciales de Estados Unidos de aquel año. Se celebró en colaboración con Sony y PlayStation 2. Combs llegó a la fiesta con una copia original de la Declaración de Independencia, propiedad del productor de televisión Norman Lear. Combs dijo: «Nadie esperaría jamás que un joven negro viniera a una fiesta con la Declaración de Independencia, pero yo la tengo y la llevo conmigo [...] Y prometo no derramar champán sobre él». NPR escribió en 2024 que la aparición de Combs con la Declaración de Independencia marcó un nuevo nivel de fortuna y fanfarronería para él. También prometió hacer de las elecciones de 2004 «la cosa más candente y sexy de la historia». Combs llegó a la fiesta en dos helicópteros con su séquito y los miembros del elenco de A Raisin in the Sun en la que aparecía en Broadway. Un helicóptero era rojo, blanco y azul y el otro era «verde militar» decorado con los logotipos de Citizen Change y su marca de moda Sean John. Combs habló a los 800 asistentes para instarlos a votar antes de que un grupo de poetas de palabra hablada realizara una interpretación de la Declaración de Independencia. Entre los invitados se encontraban Tyson Beckford, Elton Brand, Mary J. Blige, Aretha Franklin, Paris Hilton, LL Cool J, Betsey Johnson, Lennox Lewis, Lisa Ling, Denise Rich y Al Sharpton.
La fiesta de 2006 se celebró en Nikki Beach, un club en la playa de Saint-Tropez en la Costa Azul en el sur de Francia, mientras que la fiesta del año siguiente se celebró en la casa de Combs en East Hampton el 2 de septiembre, y se tituló The Real White Party. Se llevó a cabo en conjunto con Cîroc y, según se informa, costó $1 millón con 300 invitados presentes. Entre los invitados se encontraban Mariah Carey, Lil' Kim, Star Jones, Busta Rhymes y Russell Simmons. La fiesta de 2009 se llamó Malaria No More y se celebró en Beverly Hills, California, en ayuda de una organización benéfica contra la malaria. Esa fue la última fiesta organizada por Combs. Las fiestas terminaron porque Combs pasaba menos tiempo en los Hamptons. Los representantes describieron las fiestas como «icónicas, una verdadera convergencia del hip-hop, Hollywood y la excelencia negra [...] un flujo interminable de personas compitiendo por asistir». Entre los invitados se encontraban Russell Brand, Mariah Carey, Estelle, Jonah Hill, Lil' Kim, Ashton Kutcher, Demi Moore, Marla Maples, Tiffany Trump, y Donald Trump. Las atracciones incluyeron zancudos y bailarines en globos de plástico gigantes. El propio Kutcher se balanceó en una piscina en un columpio gigante. Vanity Fair sintió que el momento culminante de la fiesta fue cuando Chris Brown fue visto besando a Amber Rose, habiendo llegado antes a la fiesta con Teyana Taylor.

## Freak-offs
El término freak-offs se refiere a las extravagantes fiestas organizadas por Combs, que se hicieron famosas por su presunta asociación con actividades ilícitas, como el consumo de drogas, los encuentros sexuales no consentidos y la violencia física. Conocidas por su opulencia y secretismo, estas fiestas solían durar varios días y contaban con invitados de alto perfil, escenarios lujosos y actuaciones que difuminaban la línea entre el entretenimiento y la explotación. El término surgió a principios de la década de 2000 para describir sus fiestas privadas y exclusivas. Inicialmente comercializadas como reuniones de élite de influencers, celebridades y artistas, estos eventos se convirtieron en sinónimo de indulgencia desenfrenada. Celebradas en mansiones privadas, hoteles de lujo y, ocasionalmente, en yates, las freak-offs se caracterizaban por su carácter desmesurado, ofreciendo de todo, desde sesiones de DJ hasta actuaciones íntimas.
Los informes sugieren que los eventos incluían actividades sexuales explícitas y, en ocasiones, se filmaban, supuestamente para uso personal. Las invitaciones se extendían a través del círculo íntimo de Combs, lo que convertía la asistencia en un privilegio codiciado, aunque celosamente guardado. Si bien algunos asistentes consideraban estas fiestas glamurosas, otros las han descrito posteriormente como explotadoras y coercitivas.
Punto focal de demandas e investigaciones criminales, Sean Combs enfrentó una serie de acusaciones que iban desde drogar y corromper a mujeres para actos sexuales hasta agresión física e intimidación, con testimonios que describían casos de abuso, incluyendo secuestro, amenazas de violencia y grabación no consensuada de actos íntimos. Los documentos legales lo acusaron de fomentar un ambiente de hedonismo desenfrenado donde se ignoraban el consentimiento y la seguridad.
Durante las investigaciones federales sobre las presuntas actividades de tráfico sexual y crimen organizado de Combs, las autoridades confiscaron más de 1 000 botellas de aceite para bebés de sus residencias.

## Reputación y trascendencia
En 2024, Jesse McKinley y Sarah Maslin Nir escribieron en The New York Times que en la década de 2000 «pocos eventos tenían el prestigio cultural» y que Combs «invariablemente brindaba por la escena con una copa de vodka Cîroc y acogía con agrado las comparaciones de sus juergas con las de la tradición». En un artículo de 2024 para CNN, Lisa Respers France escribió que hubo una época en que una invitación a las fiestas era una de las entradas más codiciadas del verano y que las fiestas eran la cúspide de su influencia cultural. Las fiestas vieron a una amplia gama de élites sociales y culturales socializando juntas como «celebridades veteranas mezcladas con estrellas del momento y la alta sociedad en reuniones que a menudo tenían causas cívicas», según el New York Times. Vanity Fair consideró que las fiestas habían «empezado a perder [su] chispa» en 2009. El escritor Steven Gaines dijo que inicialmente los residentes de los Hamptons pensaron que «la primera fiesta era el fin del mundo [...] Tenían miedo de una multitud ruidosa del mundo del espectáculo y pensaron que iba a ser una invasión, y resultó que no lo fue». Los vecinos de Combs en los Hamptons se tranquilizaron con paseos en limusina y comidas gratuitas en restaurantes caros para apaciguar las quejas por ruido.
Las secuelas del arresto y la acusación de Combs por acusaciones de conducta sexual inapropiada a fines de 2024 provocaron una reevaluación de las fiestas para los participantes y el personal. Una declaración de Combs dijo que era decepcionante «ver a los medios y a los comentaristas sociales distorsionar estos momentos culturales en algo que no eran [...] Avergonzar a las celebridades que asistieron, sacar videos y fotos de contexto e intentar vincular estos eventos con acusaciones falsas es simplemente falso». En 1999, Combs había dicho que «ya no quieren que haga las fiestas [...] Pero no vamos a parar. Seguiremos divirtiéndonos. Uniendo a gente de todos los ámbitos de la vida, y Vas a saber de mis fiestas [...] Los cerrarán, probablemente me arrestarán, harán todo tipo de locuras solo porque queremos pasar un buen rato».
El arresto de Combs y las revelaciones sobre sus fiestas causaron una gran atención mediática. Las celebridades que asistieron a sus fiestas, incluyendo a Leonardo DiCaprio y Mariah Carey, han sido objeto de especulación y han tenido que abordar públicamente sus asociaciones con el rapero. Las fiestas, una vez vistas como eventos glamorosos, han sido objeto de un nuevo escrutinio, con el foco en las acusaciones de abuso y comportamiento inapropiado, DiCaprio, quien era un invitado frecuente a estas fiestas, se distanció públicamente de Combs después de que se hicieran públicas las acusaciones, declarando que no había tenido contacto con el rapero en años, y que nunca participó en las actividades ilegales.
Varias publicaciones en las redes sociales y artículos de periódicos sugieren que la película de 2004, White Chicks, podría haberse inspirado en eventos de la vida real o en individuos presentes en las infames fiestas de Combs, mencionando teorías que vinculan la representación exagerada de los estilos de vida de élite en la película con las personalidades observadas en estas reuniones. Marlon Wayans, uno de los creadores y protagonistas de White Chicks, en el podcast Club Shay Shay de Shannon Sharpe, reconoció haber asistido a las fiestas de Combs, pero afirmó haberse irse temprano, distanciándose de cualquier actividad cuestionable. Otras producciones, como Madagascar, Los Simpson, y South Park, también se citan como ejemplos de medios que sutilmente aludieron o parodiaron el estilo de vida y las controversias que rodean a Combs. La frase «fiestas Diddy» a veces se usa como eufemismo para cualquier tipo de fiesta donde ocurren acciones sexuales.